# تين عبيا (قرية)
تين عبيا أو "Tin abia" هي قرية تقع باقليم اشتوكة ايت باها بالمملكة المغربية تبعد بحوالي 35 كلم عن مدينة أكادير وتتميز بكونها قلعة تاريخية بأسوار و أبراج مر على نشأتهم أزيد من قرن ونصف .وتستمد ساكنة تين عبيا قوت عيشها من الفلاحة وتربية الماشية وتعرف كذلك ساكنتها بالكرم و حسن الضيافة .تعتبر أيضا مكانا سياحيا بامتياز لهواة المآثر التاريخية والسكينة والهدوء.